# Simon Schmitz
Simon Schmitz (Berlino, 17 febbraio 1990) è un ex cestista tedesco.